# Massimiliano Sanna
Massimiliano Sanna (Oristano, 11 luglio 1970) è un politico italiano, sindaco di Oristano dal 16 giugno 2022.
Nel 2017 è entrato nella giunta comunale dove per 5 anni ha ricoperto l’incarico di vice sindaco nella coalizione di centro destra. In seguito ufficializza la sua candidatura come sindaco di Oristano, vincendo alla successiva tornata elettorale al primo turno.